# Ottomar Aßmus
Ottomar Aßmus (Lebensdaten unbekannt) war ein deutscher Fußballspieler.

## Karriere
Aßmus gehörte dem VfB Leipzig als Stürmer an und bestritt die Punktspiel-Saison 1902/03 in der vom Verband Mitteldeutscher Ballspiel-Vereine organisierten Meisterschaft im Gau Nordwestsachsen, neben dem Gau Ostsachsen eine von zwei regional höchsten Spielklassen. Als Sieger aus dem Gau Nordwestsachsen hervorgegangen, spielte er am 3. Mai 1903 gegen den Dresdner SC, dem Sieger des Gau Ostsachsen, um die Mitteldeutsche Meisterschaft; das Spiel in Dresden wurde mit 4:0 gewonnen. Aufgrund des Erfolges, für die Endrunde um die Deutsche Meisterschaft qualifiziert, kam er einzig am 31. Mai 1903 in Altona beim 7:2-Sieg über den DFC Prag im ersten deutschen Finale zum Einsatz.

## Erfolge
- Deutscher Meister 1903
- Mitteldeutscher Meister 1903
- Gaumeister Nordwestsachsen 1903